# تشارلي براشاو (لاعب كرة قدم أمريكية)
تشارلي براشاو (بالإنجليزية: Charlie Bradshaw)‏ هو لاعب كرة قدم أمريكية أمريكي، ولد في 31 ديسمبر 1923، وتوفي في 3 يونيو 1999 في مونتغومري في الولايات المتحدة.